# Dassault Falcon 900
El Dassault Falcon 900, generalment abreujat com a F900, és un avió de negocis trireactor francès construït per Dassault Aviation.

## Desenvolupament

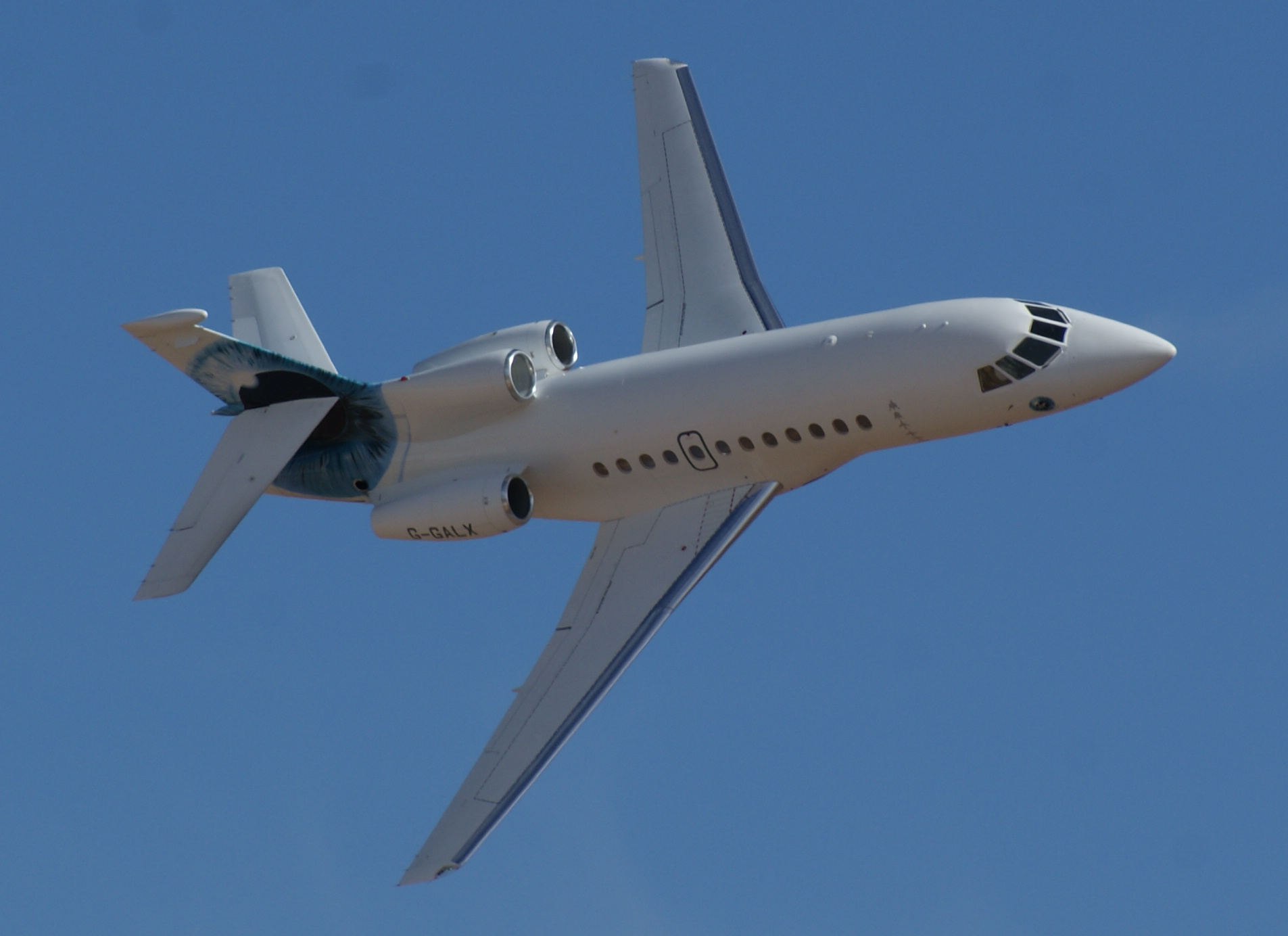
Un Falcon 900EX durant un flyby.

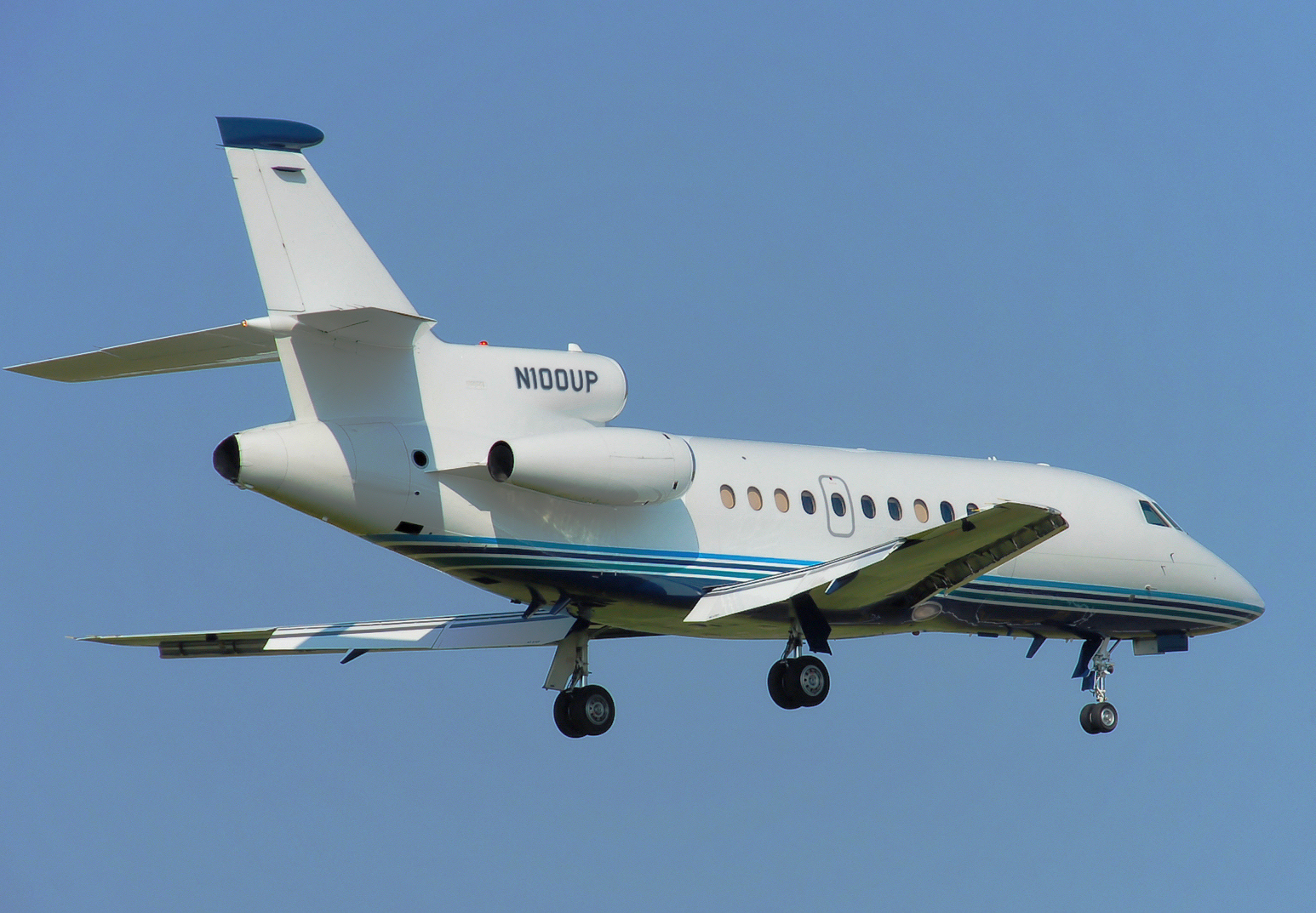
Un Falcon 900B aterrant a l'aeroport de Birmingham.

El Falcon 900 és un desenvolupament del Dassault Falcon 50, que a la vegada és un desenvolupament del Dassault Falcon 20. El disseny del Falcon 900 incorpora materials de compòsit i un S-duct per a alimentar el motor central.
Alguns dels models millorats són el Falcon 900-B, presentant millores als motors i una gamma augmentada, i el Falcon 900EX que presenta millores més llunyanes en motors i gamma i una cabina de pilotatge de vidre integral. El Falcon 900C és una versió més econòmica del Falcon 900EX i va reemplaçar el Falcon 900B. Les versions més tardanes són el Falcon 900EX EASy i el Falcon 900DX. A l'EBACE 2008, Dassault va anunciar un nou desenvolupament de les sèries 900: el Falcon 900LX, incorporant maquinària amb dispositiu de punta alar dissenyat per Aviation Partners Inc.. Totes les sèries de Falcon 900 sèries certifiquen el mateix dispositiu com a caixa retrofit.

## Servei operacional
L'Escadron de transport, d'entrainement et de calibration, el qual és fa càrrec del transport dels governants de França, utilitza el Falcon 900.

## Variants
Falcon 900
Anunciat el 1984. Producció original. Reforçat per 3 motors de turboventilació Garrett TFE731-5AR-1C 20 kN (4,500 lbf). L'any 1986 va ser certificat per autoritats d'aviació dels EUA i França.
Falcon 900 MSA
Versió de patrulla marítima per la Guàrdia de Costa del Japó. Aquesta variant està equipada amb radar de recerca i un covar per deixar caure provisions de rescat.
Falcon 900B
Versió revisada de producció de 1991. Reforçat motors TFE731-5BR-1C 1.13 kN (4,750 lbf).
Falcon 900C
Substitució del 900B amb aviònica millorada. Introduït el 2000.
Falcon 900EX
Versió de gamma llarga, amb 22.24 kN (5,000 lbf) Aquesta variant té per característiques motors TFE731-60 i pot emmagatzemar més combustible per donar una gamma augmentada de 8,340 km. (4,501 nm; 5,180 milles). Aviònica millorada (Honeywell Primus). Va entrar en servei el 1996.
Falcon 900EX EASy
Es tracta d'un 900EX amb Enhanced Avionics System (EASy) incorporant un configuració de trenc d'aterratge amb forma de T, produït per Honeywell Primus Epic, i d'una exhibició de vol basada en ruta.
Falcon 900DX
Tipus de producció de gamma curta. Motors TFE731-60.
Falcon 900LX
Variant de producció actual del 900EX equipat amb aletes barrejades, dissenyat per Aviation Partners Inc.. Gamma millorada de 4,750 nmi (8,800 km.).
VC-900A
Designació militar italiana pel 900EX.
VC-900B
Designació militar italiana pel 900EASy.

## Operadors

### Operadors civils

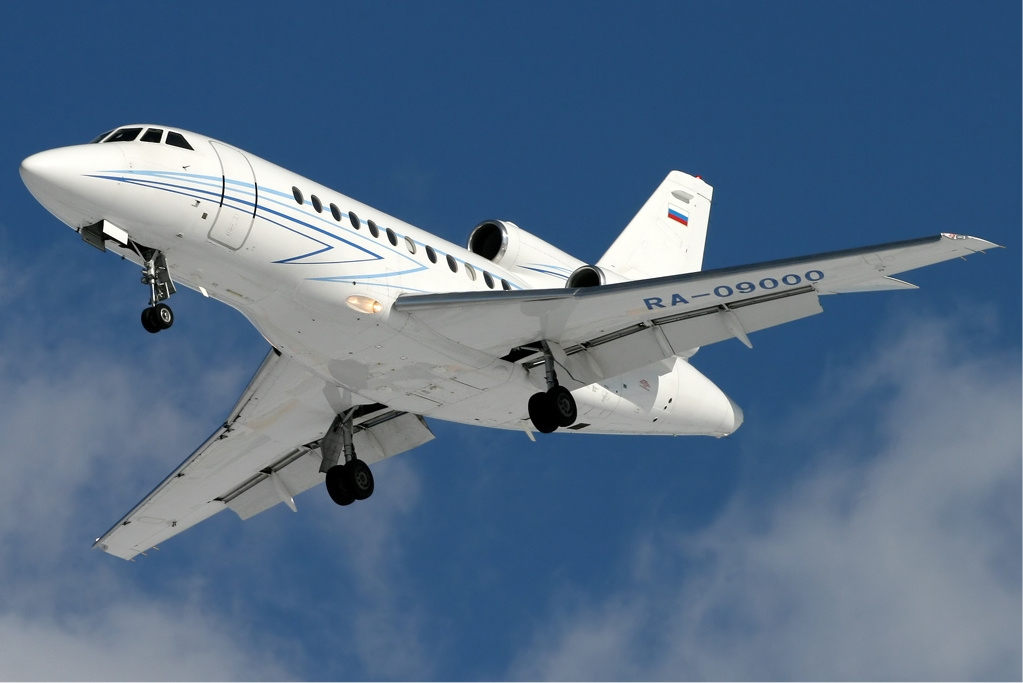
Un Falcon 900B de Gazpromavia a l'aeroport de Pulkovo

Una gamma ampla de propietaris privats, negocis i petites línies aèries operen amb el Falcon 900.
  Aràbia Saudita
Saudia Private Aviation
 Qatar
- Qatar Amiri Flight

### Operadors militars
Bolívia
- Força Aèria bolivià
  - El 900EX FAB-001 és l'aeronau presidencial

  França
- Força Aèria francesa

  Alemanya

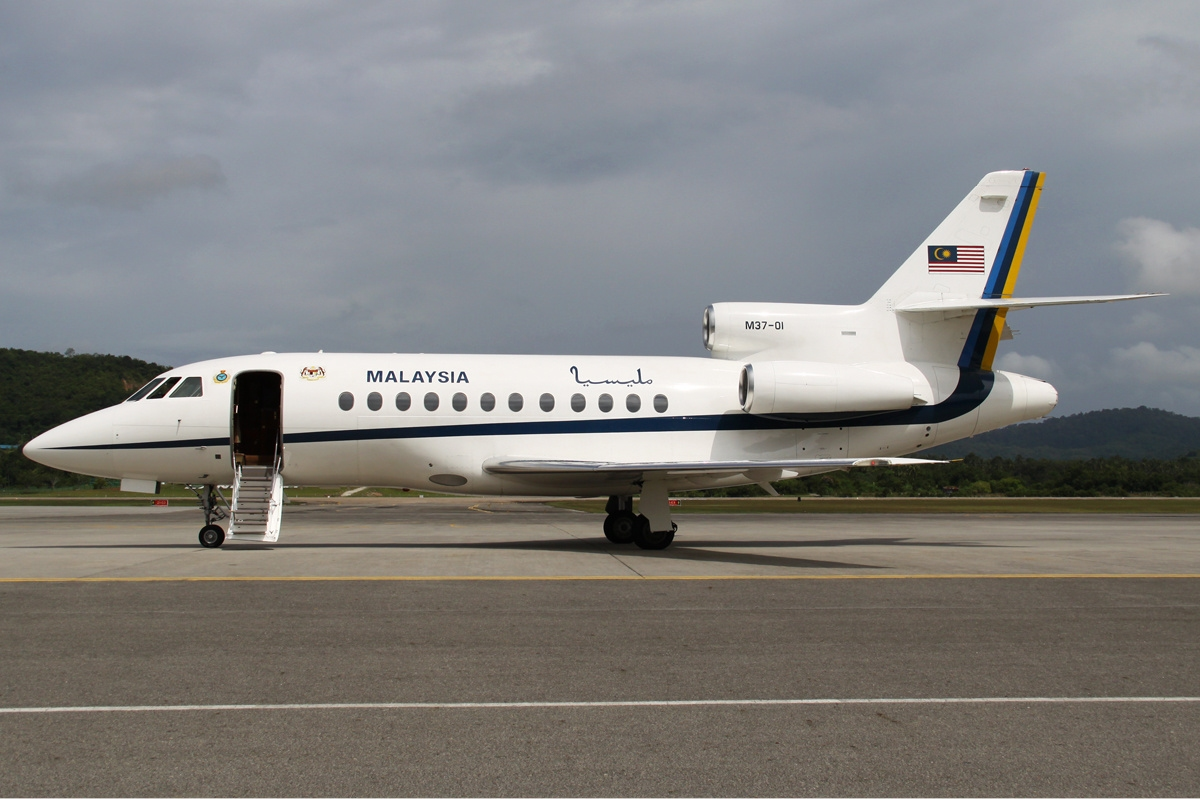
Un Falcon 900 de la Reial Força Aèria malaia

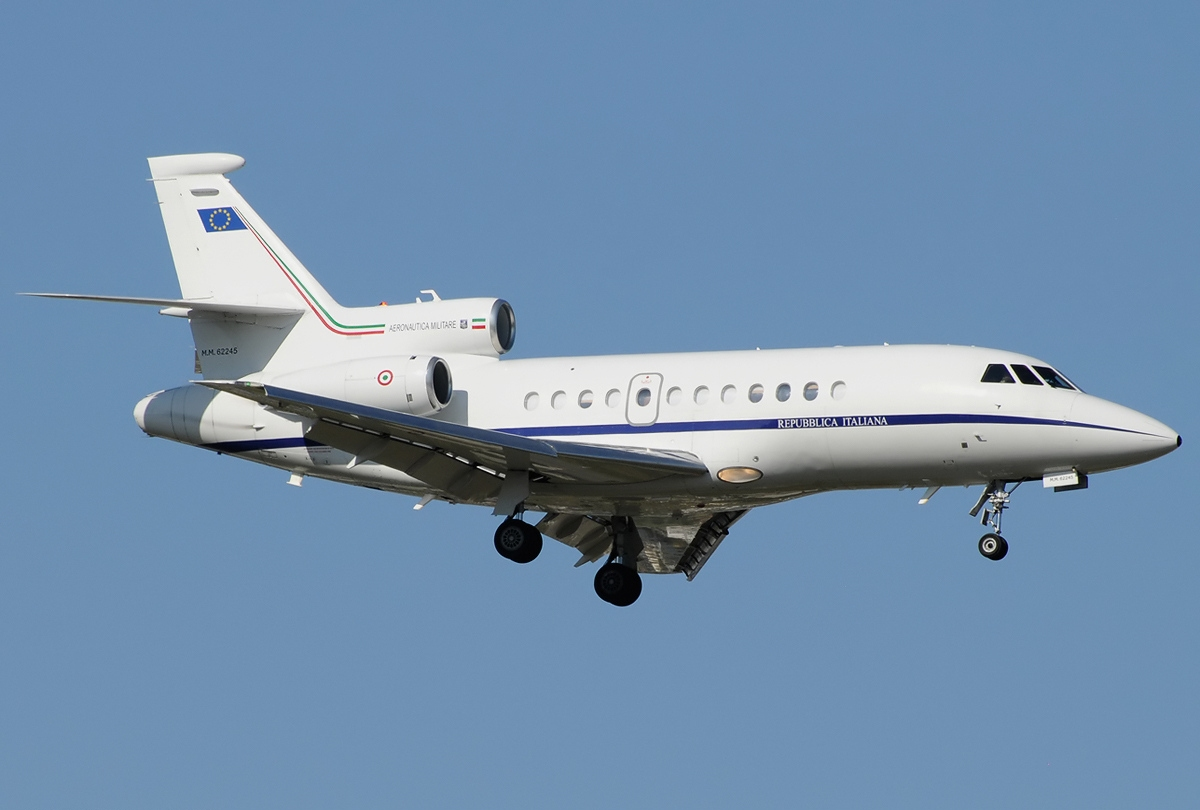
Un Falcon 900EX de la Força Aèria italiana

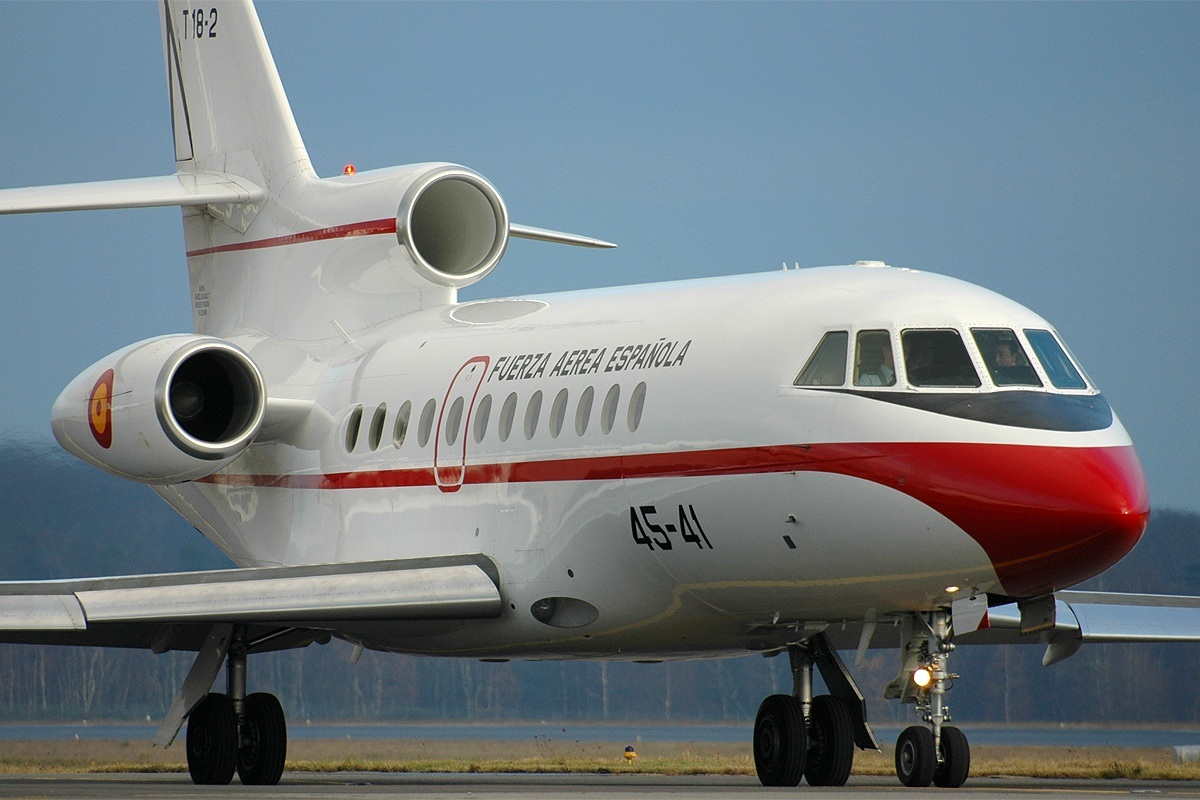
Un Falcon 900B de la Força Aèria espanyola

- Bundesnachrichtendienst (Servei d'Intel·ligència federal)

  Itàlia
- Força Aèria italiana opera amb 5 Falcon 900EX des de 2005.[9]

  Japó
- Guàrdia de Costa del Japó

  Malàisia
- Reial Força Aèria malaia

  Namíbia
- Força Aèria namíbia

  Nigèria
- Força Aèria nigeriana

  Rússia
- President de Rússia

  Sud-àfrica
- Força Aèria sud-africana

  Espanya
- Força Aèria espanyola

  Síria
- Força Aèria siriana

  Emirats Àrabs Units
- Força Aèria dels Emirats Àrabs Units

   Suïssa
- Força Aèria suïssa: 900EX II EASy (adquirit de Mònaco)[10]

  Veneçuela
- Força Aèria veneçolana

### Operadors antics
Algèria
- Força Aèria algeriana

  Austràlia
- Reial Força Aèria Australiana - 5 en servei entre 1989 i 2003.
  - No. 34 Squadron RAAF

  Bèlgica
- Força Aèria belga - 5 en servei fins 2019, pel transport de VIP

  Gabon
- Força Aèria del Gabon

  Grècia
- Govern de Grècia

  Malawi
- Govern de Malawi - Un Falcon 900EX es va adquirir el 2009 com a jet presidencial, i es va vendre el 2013.[11]
- Exèrcit de Malawi

  Mònaco
- Govern de Mònaco - 1 en ús fins que es va reemplaçar per un Falcon 7X

## Accidents i incidents
- El 14 de setembre de 1999, un Falcon 900B operant pel Govern grec d'Olimpic Airways, i registrat SX-ECH, descendia per a aterrar a Bucarest, Romania, quan el pilot automàtic es va desenganxar i es van produir diverses oscil·lacions induïdes pel pilot. L'impacte dels passatgers sense cinturó amb la cabina i el mobiliari de l'aeronau van resultar amb lesions fatals en set passatgers, lesions serioses a dos i de menors a d'altres dos. Una de les víctimes fou Giannos Kranidiotis, aleshores vice-ministre d'Afers estrangers de Grècia.[12]

## Característiques (Falcon 900B)

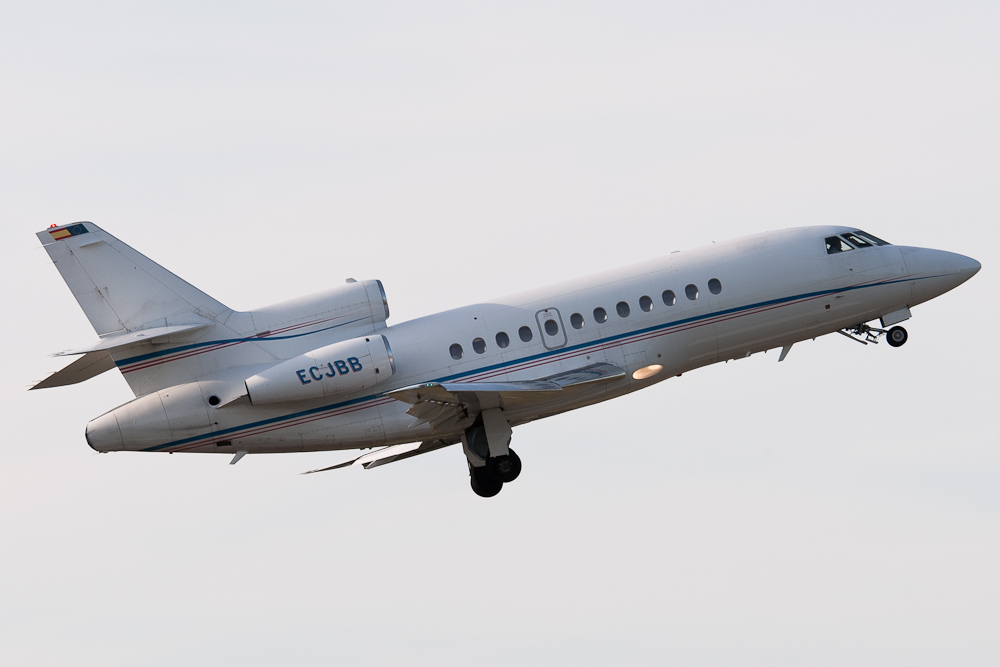
Un Falcon 900 poc després d'enlairar

Les principals característiques de l'aeronau són:

### Característiques principals
- Tripulació: 2
- Capacitat: 19 passatgers
- Llargada: 20.21 m.
- Envergadura: 19.33 m.
- Alçada: 1.87 m.
- Superfície d'ala: 49.0 m²
- Ràtio d'aspecte: 7.63:1
- Pes buit: 10,255 kg.
- Màx. pes d'enlairament: 20,640 kg.
- Capacitat del fuselatge: 8,690 kg.
- Motor: 3 motors de turboventilació Garrett TFE731-5BR-1C (21.13 kN)

### Rendiment
- Velocitat màxima: Mach 0.84–0.87
- Velocitat de creuer: 950 km/h (590 mph, 510 kn); Mach 0.85 (a 11,000 metres)
- Velocitat d'aturada: 158 km/h (98 mph, 85 kn) (rodes i flaps baixats)
- Abast: 7,400 km (4,600 mi, 4,000 nmi) amb 8 passatgers
- Alçada màxima: 15,500 m.